# Karl-Heinz Thun
Karl-Heinz Thun (Rostock, 29 de abril de 1937-Rostock, 12 de junio de 1993) fue un deportista de la RDA que compitió en vela en la clase Dragon.
Participó en dos Juegos Olímpicos de Verano en los años 1968 y 1972, obteniendo dos medallas, bronce en México 1968 y plata en Múnich 1972.

## Palmarés internacional
| Juegos Olímpicos | Juegos Olímpicos          | Juegos Olímpicos  | Juegos Olímpicos |
| Año              | Lugar                     | Medalla           | Clase            |
| ---------------- | ------------------------- | ----------------- | ---------------- |
| 1968             | Ciudad de México (México) | Medalla de bronce | Dragon           |
| 1972             | Múnich (RFA)              | Medalla de plata  | Dragon           |